# Grigorij Perelman
Grigorij Jakowlewicz Perelman, ros. Григорий Яковлевич Перельман (ur. 13 czerwca 1966 w Leningradzie) – rosyjski matematyk, były profesor Instytutu Stiekłowa w Petersburgu. Laureat: Nagrody EMS (1996 r.), której nie przyjął, Medalu Fieldsa (2006 r.), którego nie przyjął, oraz Nagrody Tysiąclecia Instytutu Matematycznego Claya (2010 r.) w wysokości miliona dolarów, której również nie przyjął. W 2007 roku znalazł się na dziewiątym miejscu wykazu „Stu żyjących geniuszy” opublikowanego przez „The Daily Telegraph”.
Główne osiągnięcia Perelmana dotyczą topologii – udowodnił w niej hipotezę geometryzacyjną Thurstona, a tym samym wypływającą z niej jako wniosek hipotezę Poincarégo – jeden z problemów milenijnych.

## Rodzina i młodość
Jego ojciec Jakow Perelman (ros. Яков Перельман) był z zawodu inżynierem-elektrykiem, w 1993 roku wyjechał do Izraela. Matka Lubow Lejbowna Sztejngolc (ros. Любовь Лейбовна Штейнгольц) uczyła matematyki w szkole. Młodsza siostra Jelena (ur. w 1976 roku), ukończyła matematykę, w 2003 roku uzyskała tytuł doktora w Instytucie Naukowym Weizmana w Rechowot, w od 2007 roku podjęła pracę w Sztokholmie jako programista.
Perelman wspominał: „Ojciec podsuwał mi logiczne i inne matematyczne problemy do rozwiązania [...]. Dawał mi dużo książek do czytania, nauczył mnie gry w szachy, był dumny ze mnie”. Od piątej klasy należał do koła matematycznego, które prowadził Siergiej Rukszyn, późniejszy członek Rady Społecznej przy Ministerstwie Edukacji i Nauki.
Ukończył znaną leningradzką szkołę matematyczno-fizyczną nr 239, obecnie (od 1990 roku) liceum nr 239. Był typem samotnika, choć przez kolegów nigdy nie był postrzegany jako nieprzyjazny. Prócz matematyki interesował się włoską muzyką operową i za kieszonkowe kupował płyty z tego rodzaju muzyką.
Siergiej Rukszyn, były nauczyciel Perelmana, wspomina, że początkowo jego ucznia nie chciano przyjąć do reprezentacji oraz wysyłać na olimpiady. Nie został zaproszony do eliminacji, a przyczyna niechęci tkwiła w żydowskich korzeniach Perelmana, gdyż preferowano rodowitych Rosjan. Niechętnie przyjęto go również do szkoły średniej numer 239 (wówczas postrzeganej jako elitarna). Perelman znał francuski, a w klasie, do której chciał się dostać obowiązywał niemiecki i angielski. Rukszyn wspomina, że przez całe lato pomagał uczniowi z angielskim, aby mógł rozpocząć naukę tam, gdzie pragnął.
Po raz pierwszy nazwisko Perelmana stało się sławne w 1982 roku, kiedy został zwycięzcą Międzynarodowej Olimpiady Matematycznej w Budapeszcie, zdobywając maksymalną liczbę punktów.

## Studia i praca naukowa
Dzięki wygraniu olimpiady w Budapeszcie został przyjęty bez egzaminów wstępnych na Wydział Matematyczno-Mechaniczny Leningradzkiego Uniwersytetu Państwowego. W okresie studiów odnosił zwycięstwa na wydziałowych, miejskich i ogólnokrajowych studenckich olimpiadach matematycznych. Przez wszystkie lata studiów otrzymywał tylko najwyższe noty i za swoje postępy w nauce otrzymywał stypendium leninowskie. Jeden z jego nauczycieli, Jurij Burago, tak scharakteryzował młodego matematyka: „Jest sporo studentów o dużych zdolnościach, którzy mówią, zanim pomyślą. Grisza był inny. On myślał głęboko. Jego odpowiedzi były zawsze poprawne. Zawsze sprawdzał bardzo, bardzo starannie. Nie był szybki. Szybkość nie ma znaczenia. Matematyka nie polega na szybkości. Tu chodzi o głębię”. Grywał w tenisa stołowego, potrafił grać na skrzypcach.
Ukończywszy z wyróżnieniem uniwersytet, został aspirantem przy Wydziale Matematyki Instytutu Stiekłowa w Petersburgu. Po obronie w 1990 dysertacji na stopień kandydata nauk fizyko-matematycznych pozostał w Instytucie w charakterze starszego pracownika naukowego. W 1991 roku otrzymał nagrodę dla młodych matematyków, przyznaną przez Naukowe Stowarzyszenie Matematyczne z Petersburga.
W 1992 roku wyjechał do Stanów Zjednoczonych, gdzie odbył staż podoktorski na Uniwersytecie Nowojorskim, Uniwersytecie Stony Brook i w Berkeley.
W 1996 roku otrzymał Nagrodę EMS i odmówił jej przyjęcia.
W tym samym roku powrócił do Petersburga, gdzie ponownie pracował w Instytucie Stiekłowa do grudnia 2005 roku.

## Hipoteza Poincarégo i Thurstona
W 1993 roku, podczas pobytu w USA, Perelman zainteresował się hipotezą Poincarégo i badał to zagadnienie wspólnie z amerykańskim matematykiem Richardem S. Hamiltonem.
W 2002 i 2003 roku opublikował w internetowym serwisie arXiv.org serię publikacji, w których udowodnił hipotezę geometryzacyjną Thurstona, a co za tym idzie, wykazał prawdziwość hipotezy Poincarégo (będącej szczególnym przypadkiem hipotezy Thurstona), jednego z siedmiu problemów milenijnych. Wspomniana strona nie jest recenzowanym czasopismem naukowym i tym samym część środowiska nie uznała wpisu Perelmana za oficjalną publikację.
W kwietniu 2003 roku odwiedził Stany Zjednoczone i wygłosił cykl wykładów o swoich badaniach oraz ich wynikach.
W czerwcu 2003 roku dr Bruce Kleiner i prof. John Lott opublikowali w internecie omówienie odkrycia Perelmana, które potwierdzili w 2006 roku. Ich analiza została opublikowana w 2008 roku w artykule Notes on Perelman's papers.
W 2004 roku Perelman został uhonorowany tytułem najlepszego pracownika naukowego Instytutu Stiekłowa.
W czerwcu 2006 roku w czasopiśmie „Asian Journal of Mathematics” ukazał się artykuł autorstwa Huai-Dong Cao i Xi-Ping Zhu, który omówili oraz potwierdzili odkrycie Perelmana. Publikacja wywołała kontrowersje w środowisku naukowym. Chiński matematyk dr Shing-Tung Yau, związany z uniwersytetem w Pekinie i redaktor naczelny czasopisma „Asian Journal of Mathematics” podczas konferencji naukowej poinformował, że popiera dowód Perelmana, choć brakowało w nim kilku szczegółów. Zasugerował, że zostały one uzupełnione w powyższym artykule, napisanym przez jego pracowników. John Morgan z Uniwersytetu Columbia zaprotestował i oświadczył, że w dowodzie rosyjskiego matematyka nie brakowało żadnego elementu i tym samym chiński zespół nie odkrył niczego nowego. Matematycy z Uniwersytetu Columbia odnieśli wrażenie, że Shing-Tung Yau pragnie przypisać sobie zasługi Perelmana, czemu się sprzeciwiali. Debata na ten temat była relacjonowana w mediach.
Ostatecznie dowód Perelmana został zweryfikowany przez dwa niezależne zespoły matematyków w 2006 roku. Magazyn Science przyznał ostatecznemu rozstrzygnięciu hipotezy miano naukowego wydarzenia roku 2006.

## Odmowa przyjęcia nagród i porzucenie kariery
W grudniu 2005 roku Perelman porzucił stanowisko głównego pracownika naukowego laboratorium fizyki matematycznej, odszedł z Instytutu i zerwał kontakty z kolegami. Od tamtej pory nie wykazywał zainteresowania karierą naukową. Za przyczynę podał chorobę matki. Zapowiedział, że więcej nie będzie zajmować się geometrią. Nie chciał z nikim rozmawiać i praktycznie nie wychodził z domu, poza robieniem zakupów.
Na Międzynarodowym Kongresie Matematyków, który odbywał się od 22 do 30 sierpnia 2006 w Madrycie, Perelman został jednym z laureatów Medalu Fieldsa. John M. Ball, przewodniczący Międzynarodowej Unii Matematycznej, poinformował, że Perelman odmówił przyjęcia medalu. Uprzednio prezes Międzynarodowej Unii Matematycznej udał się do Petersburga i bezskutecznie namawiał matematyka, aby przyjął nagrodę.
Spór, który toczył się pomiędzy chińskimi i amerykańskimi matematykami na temat publikacji w „Asian Journal of Mathematics” oraz kompletnego dowodu, spowodował powstanie hipotezy, wedle której Perelman odmówił przyjęcia nagrody zmęczony konfliktami, jakie wywołało jego odkrycie. Rzecz została ponownie opisana w mediach, a w piśmie „New Yorker” ukazał się satyryczny rysunek przedstawiający doktora Shing-Tung Yau, próbującego zerwać Medal Fieldsa z szyi Perelmana.
18 marca 2010 roku za udowodnienie hipotezy Poincarégo Instytut Matematyczny Claya przyznał mu jedną z siedmiu Nagród Tysiąclecia w wysokości miliona dolarów, jednak Perelman odmówił jej przyjęcia w lipcu 2010 roku. Uprzednio, 8 czerwca, nie pojawił się na ceremonii w Paryżu, którą wyprawiono na jego cześć. James Carlson, dyrektor Instytutu, skomentował to w słowach: „Nie potrafię tego wyjaśnić. To jego decyzja, którą szanujemy”. Zapowiedział, że czeka na wytyczne od Perelmana w kwestii rozdysponowania pieniędzy. Nieodebraną kwotę Instytut zdecydował się przeznaczyć na wynagrodzenia dla młodych naukowców, matematyków. Na temat Nagrody Tysiąclecia Perelman rozmawiał z dziennikarzami przez drzwi swojego mieszkania, których nie otworzył.
W 2011 roku znalazł się w wykazie 10 najbardziej znanych rosyjskich uczonych sporządzonym przez „Forbes”. W tym samym roku odmówił zostania członkiem Rosyjskiej Akademii Nauk, na co nalegała instytucja.
Zgodnie z przekazem prasowym z 2010 mieszkał wraz z matką w Sankt Petersburgu, w niewielkim mieszkaniu w bloku. Prowadził ascetyczny tryb życia, unikał kontaktów z mediami. Dziennikarzowi, który do niego zatelefonował, odpowiedział: „Przeszkadzasz mi. Zbieram grzyby”. Nie chciał przyjąć pracy, oferowanej mu przez różne instytucje naukowe. Kiedy Uniwersytet Stanforda poprosił Perelmana o CV, skomentował rzecz w słowach: „Jeśli znają moje prace, nie potrzebują CV. Jeśli o nie proszą, to nie znają mojej pracy”.
W rosyjskiej prasie były podawane też informacje o jego zatrudnieniu w Szwecji od 2014 roku.

## Komentarze Perelmana w kwestii nagród
Perelman bardzo niechętnie występuje publicznie i nie chce udzielać wywiadów, do czego odniósł się w słowach:

Nie interesują mnie pieniądze ani sława. Nie chcę pokazywać się ludziom, żeby oglądali mnie jak zwierzęta w ZOO. Nie jestem bohaterem matematyki. Nie odnoszę aż takich sukcesów i dlatego nie chcę, żeby wszyscy na mnie patrzyli.

Odmowę przyjęcia Medalu Fieldsa (lub zarówno Medalu, jak i Nagrody Tysiąclecia, źródła są rozbieżne) skomentował:   

Odmówiłem. Miałem wiele argumentów, zarówno za przyjęciem, jak i za odmową. Dlatego tak długo podejmowałem decyzję. W skrócie: główną przyczyną jest niezgoda na zasady panujące w organizacjach zrzeszających społeczności matematyczne. Nie podobają mi się ich decyzje. Uważam, że są nieprzemyślane. Sądzę, że wkład amerykańskiego matematyka Hamiltona w rozwiązanie tego zadania wcale nie był mniejszy niż mój.

## Publikacje

### Dysertacja doktorska
Перельман, Григорий Яковлевич Седловые поверхности в евклидовых пространствах, Leningrad, 1990.

### Instytut Stiekłowa
Publikacje w bazie Instytutu Stiekłowa z lat 1986-1993:
- И. В. Поликанова, Г. Я. Перельман, Одно замечание к теореме Хелли, Сиб. матем. журн., 1986
- Г. Я. Перельман, О k-радиусах выпуклого тела, Сиб. матем. журн., 1987.
- Ю. Д. Бураго, М. Л. Громов, Г. Я. Перельман, Пространства А. Д. Александрова с ограниченными снизу кривизнами, 1992.
- Г. Я. Перельман, Начала теории Морса на пространствах Александрова, Алгебра и анализ, 1993.
- Г. Я. Перельман, А. М. Петрунин, Экстремальные подмножества в пространствах александрова и обобщенная теорема Либермана, Алгебра и анализ, 1993.

### EMS
Publikacje w bazie Europejskiego Towarzystwa Matematycznego (EMS) z lat 1985-2003, przetłumaczone na angielski:
- Finite extinction time for the solutions to the Ricci flow on certain three-manifolds, 2003.
- Ricci flow with surgery on three-manifolds, 2003.
- The entropy formula for the Ricci flow and its geometric applications, 2002.
- A complete Riemannian manifold of positive Ricci curvature with Euclidean volume growth and nonunique asymptotic cone, 1997.
- Construction of manifolds of positive Ricci curvature with big volume and large Betti numbers, 1997.
- Collapsing with no proper extremal subsets, 1997.
- Spaces with curvature bounded below, 1997.
- Widths of nonnegatively curved spaces, 1995.
- A diameter sphere theorem for manifolds of positive Ricci curvature, 1995.
- Proof of the soul conjecture of Cheeger and Gromoll, 1994.
- Manifolds of positive Ricci curvature with almost maximal volume, 1994.
- Extremal subsets in Aleksandrov spaces and the generalized Liberman theorem, 1994.
- Elements of Morse theory on Aleksandrov spaces, 1994.
- A. D. Alexandrov spaces with curvature bounded below, 1992. (współautor)
- Polyhedral saddle surfaces, 1991. (współautor)
- Example of a complete saddle surface in R4 with Gaussian curvature bounded away from zero, 1989. (współautor)
- On polyhedral saddle surfaces, 1989. (współautor)
- On the k-radii of a convex body, 1987. (współautor)
- Realization of abstract K-frames as the K-frames of intersections of convex polyhedra in R2k−2, 1985. (współautor)

### Inne
- Notatki i komentarze do prac Perelmana dotyczących potoku Ricciego

## Biografia Perelmana
W 2009 roku ukazała się biografia matematyka autorstwa Mashy Gessen Perfect Rigor: A Genius and the Mathematical Breakthrough of the Century, dostępna również w rosyjskiej wersji językowej pod tytułem Совершенная строгость. Григорий Перельман: гений и задача тысячелетия.
Perelman odmówił spotkania z autorką, rozmawiali wyłącznie telefonicznie, nie chciał zgodzić się na wywiad. Z tego powodu Gessen bazowała na relacjach osób trzecich, często szczątkowych, jako że z innymi matematyk również niechętnie rozmawiał. On sam nie odniósł się do publikacji.

## Sztuki teatralne
W 2015 roku we Wrocławskim Teatrze Współczesnym odbyła się premiera sztuki Nie trzeba autorstwa Asji Wołoszyny o życiu Perelmana (w jego rolę wcielił się Tadeusz Ratuszniak). Tytuł spektaklu pochodził od słów, które Perelman wygłosił do twórców, którzy poinformowali go o swoich planach (ros. не надо, dosł.: nie ma takiej potrzeby). Sztuka wystawiana była również w Teatrze Aleksandryjskim w Petersburgu.
W 2015 roku w Rosji prezentowano spektakl Сингулярность от Артемия, autorstwa Konstantina Kuzniecowa zainspirowany życiem Perelmana, który zajął 8. miejsce w Międzynarodowym Konkursie Dramaturgii Rosyjskojęzycznej.